# Озерська сільська рада (Ківерцівський район)
Озерська сільська рада — колишня адміністративно-територіальна одиниця та орган місцевого самоврядування у Ківерцівському районі Волинської області з адміністративним центром у с. Озеро.
Припинила існування 10 січня 2019 року через об'єднання в Тростянецьку сільську територіальну громаду Волинської області. Натомість утворено Озерський старостинський округ при Тростянецькій сільській громаді.

## Населені пункти
Сільській раді підпорядковані населені пункти:
- с. Озеро
- с. Гайове

## Населення
Згідно з переписом УРСР 1989 року чисельність наявного населення сільської ради становила 1193 особи, з яких 555 чоловіків та 638 жінок.
За переписом населення України 2001 року в сільській раді мешкало 1145 осіб.

### Мова
Розподіл населення за рідною мовою за даними перепису 2001 року:
| Мова       | Відсоток |
| ---------- | -------- |
| українська | 98,64 %  |
| російська  | 0,85 %   |
| циганська  | 0,26 %   |
| білоруська | 0,17 %   |

## Склад ради
Рада складається з 16 депутатів та голови.

## Керівний склад сільської ради
| ПІБ                   | Основні відомості                                                                     | Дата обрання | Дата звільнення |
| --------------------- | ------------------------------------------------------------------------------------- | ------------ | --------------- |
| Беденюк Юрій Петрович | Сільський голова, 1966 року народження, освіта, член Української Народної Партії      | 26.03.2006   | 31.10.2010      |
| Беденюк Юрій Петрович | Сільський голова, 1966 року народження, освіта вища, член Української Народної Партії | 31.10.2010   |                 |

Примітка: таблиця складена за даними джерела